# Himno (película)
Himno es un documental chileno que aborda la vuelta al mundo de la canción El pueblo unido jamás será vencido, cuya música fue compuesta por Sergio Ortega Alvarado y el texto escrito en conjunto con la banda Quilapayún. El documental fue dirigido por el musicólogo Martín Farías y producida por la musicóloga Eileen Karmy.
El documental es el resultado de una investigación empezada en el año 2015 por Martín Farías y Eileen Karmy, después de darse cuenta de la gran cantidad de versiones de la canción, algo poco común en la música chilena. El objetivo del documental es analizar la historia de la canción "El pueblo unido jamás será vencido", su difusión internacional y por qué se convirtió en un himno de lucha. Como respuestas, el documental presenta la combinación de arte y política, de popular y de clásico, y la universalidad de las letras.
El documental incluye, entre otros, relatos e imágenes de La Fanfare Invisible, banda francesa especializada en la canción de protesta, de Agit-prop, banda finlandesa que visitó a Chile en 1973, y del cantante portugués Luis Cilia.También considera extractos de las 36 variaciones para piano de Frederic Rzewski. Además muestra que ha sido interpretada durante las protestas en Chile de 2019 (con intervenciones de la Banda Dignidad), las protestas en Colombia de 2021 y el movimiento antinuclear en Japón luego del accidente de Fukushima (con intervenciones de la banda Jinta-la-mvta). Si bien la investigación recopiló más de 130 grabaciones de la canción, la película muestra solo 25 de ellas.
Según Martín Farías y Eileen Karmy: 

Es un lugar común decir que ciertas canciones son «la banda sonora» de las movilizaciones, pero en el caso de “El pueblo unido jamás será vencido” no se trata solo de un acompañamiento: las personas hacen política con la música. Cuando una canción adquiere la altura de lo que el documental deja de manifiesto es porque ya no es un elemento secundario ni decorativo, sino que el centro del asunto.

El documental se estrenó en Chile oficialmente el 4 de abril de 2024.Antes de eso fue parte del festival In-Edit entre el 7 y el 10 de diciembre de 2023.